# گرند قمر
گرند قمر (به لاتین: Grande Comore) یک تقسیمات کشوری یک کشور و جزیره در مجمع‌الجزایر قمر است که در مجمع‌الجزایر قمر واقع شده‌است.